# 石田美栄
石田 美栄（いしだ みえ、1937年〈昭和12年〉8月11日 - ）は、日本の政治家。元参議院議員（1期）。元衆議院議員（1期）。

## 人物
津田塾大学英文科を卒業、その後中国短期大学教授となった。1993年の第40回衆議院議員総選挙で民社党幹部林保夫の後継として岡山2区から立候補し江田五月社民連代表の支援も有り初当選した（無所属）。
衆議院議員任期途中の1995年、同年7月23日執行の第17回参議院議員通常選挙で岡山県選挙区（当時定数2）より新進党公認で立候補したことで、告示日の同月6日付で公職選挙法の規定により衆議院議員を退職（自動失職）となった。投開票の結果、得票数2位で当選し参議院議員に鞍替えとなった。
1996年9月に明日の内閣厚生大臣、11月に明日の内閣文部科学技術大臣となった。
1998年、新党友愛の結成に参加し、その後民主党へ合流。1999年7月、参院本会議で国旗及び国歌に関する法律に賛成票を投じた。
2001年、参議院一人区となった第19回参議院議員通常選挙で片山虎之助に敗れ落選した。
2022年7月18日、「故江田五月さんを偲ぶ会」が開催され、同じ岡山県選出の元国会議員である石田もこれに参加した。

## 政策
- 選択的夫婦別姓制度導入に賛成。2000年には、石田ら超党派女性国会議員50名が、夫婦別姓選択制を求めて当時の森総理に申し入れを行った。申し入れでは、「とくに若い世代では、夫婦別姓選択制を望む声が高まっています。政府には、世論を喚起するなど、夫婦別姓選択制を導入するための努力を望む」としている[4]。

## 元秘書
- 熊谷裕人（参議院議員、元さいたま市議会議員）